# اتحادیه گمرکی آلمان
- پروس در سال ۱۸۳۴
- مناطق جزو اتحادیه تا ۱۸۶۶
- مناطق اتریشی خارج از اتحادیه
- مرزهای کنفدراسیون آلمان در سال ۱۸۲۸

اتحادیه گمرکی آلمان، ۱۸۳۴–۱۹۱۹

اتحادیه گمرکی آلمان (آلمانی: Zollverein; تلفظ [ˈtsɔlfɛɐ̯ˌʔaɪn]) ائتلافی از ایالت‌های آلمان بود که برای مدیریت تعرفه‌ها و سیاست‌های اقتصادی در قلمروهای خود تشکیل شد. این اتحادیه در سال ۱۸۳۳ با معاهدات اتحادیه‌های گمرکی سازماندهی شد و با این حال، پایه‌های آن از سال ۱۸۱۸ با ایجاد اتحادیه‌های گمرکی مختلف در بین ایالت‌های آلمان توسعه داده شده بود. تا سال ۱۸۶۶، اتحادیه گمرکی بیشتر ایالت‌های آلمان را شامل می‌شد. این اتحادیه در مواقع اولین مورد از نوع خود در تاریخ بود که در آن کشورهای مستقل یک اتحادیه اقتصادی را بدون ایجاد همزمان یک فدراسیون یا اتحادیه سیاسی پایه‌گذاری کردند.
پادشاهی پروس محرک اصلی ایجاد اتحادیه گمرکی بود. اتریش از این اتحادیه به دلیل سیاست‌های حمایت‌گرایانه از صنعت و همچنین مخالفت‌های شاهزاده فون مترنیخ با این ایده، کنار گذاشته شد. با تأسیس کنفدراسیون آلمان شمالی در سال ۱۸۶۷، ایالت‌های تحت پوشش اتحادیه گمرکی مساحتی تقریباً ۴۲۵٬۰۰۰ کیلومتر مربع (۱۶۴٬۰۰۰ مایل مربع) را در بر می‌گرفت و با چندین کشور غیر آلمانی، از جمله اتحاد سوئد-نروژ، قراردادهای اقتصادی امضا کرده بود. پس از تأسیس امپراتوری آلمان در سال ۱۸۷۱، امپراتوری کنترل اتحادیه گمرکی را به عهده گرفت. با این حال، لزوماً همه ایالت‌های داخل امپراتوری تا سال ۱۸۸۸ همانند هامبورگ بخشی از این اتحادیه نبودند. لوکزامبورگ نیز با یک ایالت مستقل از رایش آلمان بود، اما تا سال ۱۹۱۹ در اتحادیه گمرکی باقی ماند.

## مطالعهٔ بیشتر
- WO Henderson, The Zollverein (1959).
- دیوید تی مورفی، "اهداف پروس برای زولورین، ۱۸۲۸–۱۸۳۳"، تاریخدان، زمستان ۱۹۹۱، جلد. 53 (2) pp. ۲۸۵–۳۰۲.
- Arnold H. Price, The Evolution of Zollverein, Ann Arbor: University of Michigan Press, 1949.
- جیمز جی شیهان، تاریخ آلمان، ۱۷۷۰–۱۸۶۶ (۱۹۹۳).